# Lepidium navasii
Lepidium navasii är en korsblommig växtart som först beskrevs av Carlos Pau, och fick sitt nu gällande namn av Al-shehbaz. Lepidium navasii ingår i släktet krassingar, och familjen korsblommiga växter. IUCN kategoriserar arten globalt som akut hotad. Inga underarter finns listade i Catalogue of Life.

## Bildgalleri

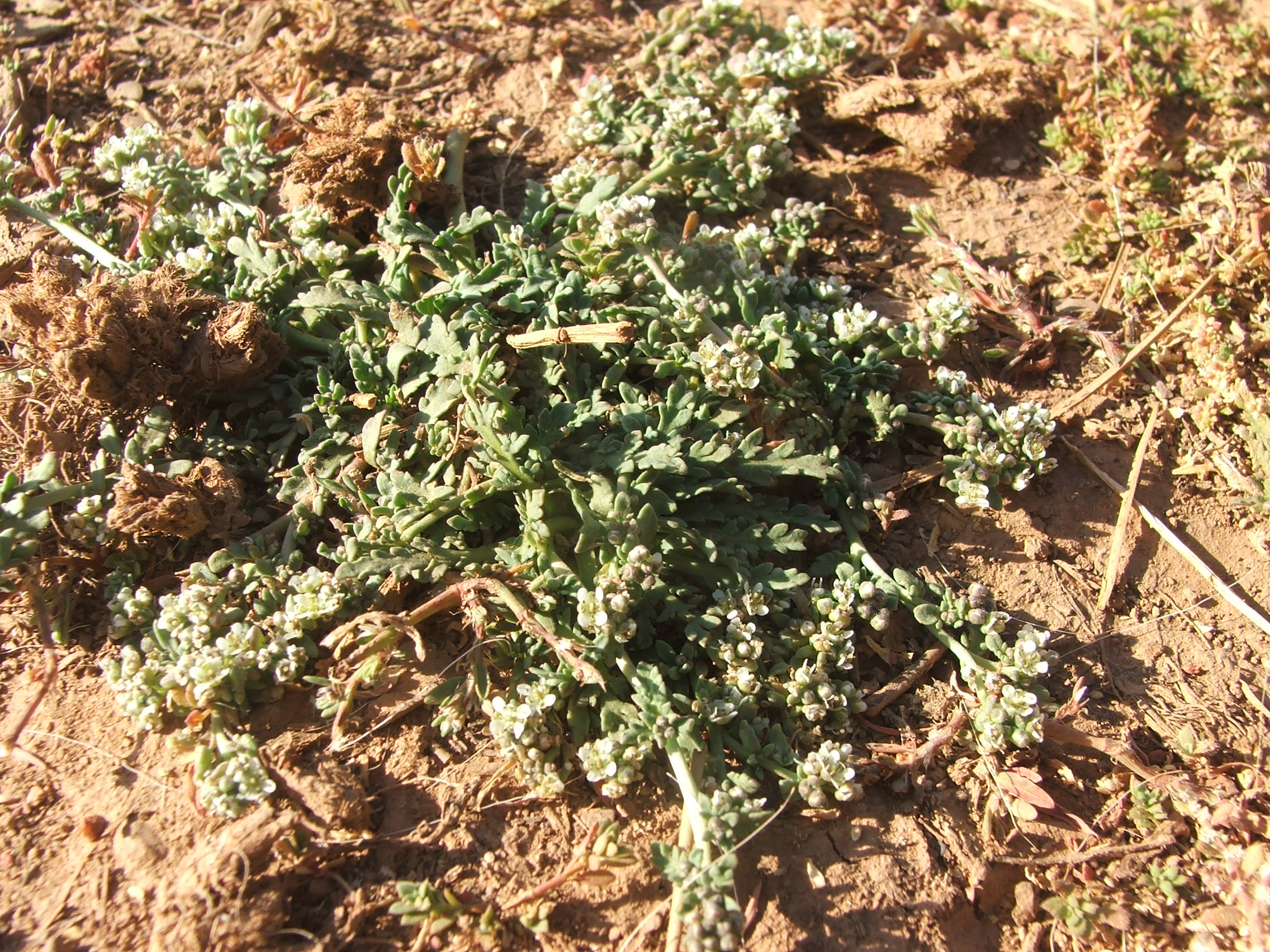